# Henemet

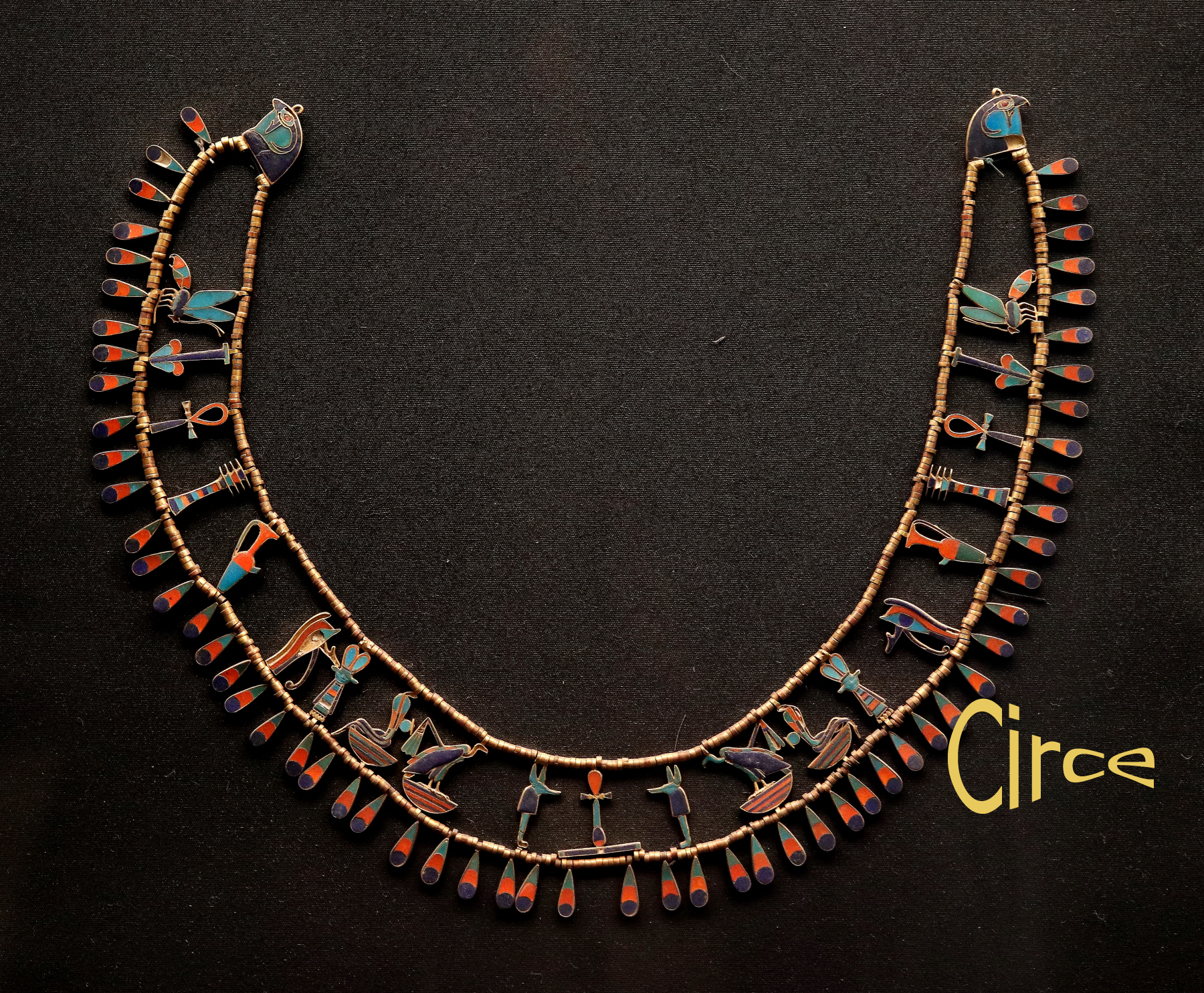
Nyaklánc Henemet sírjából

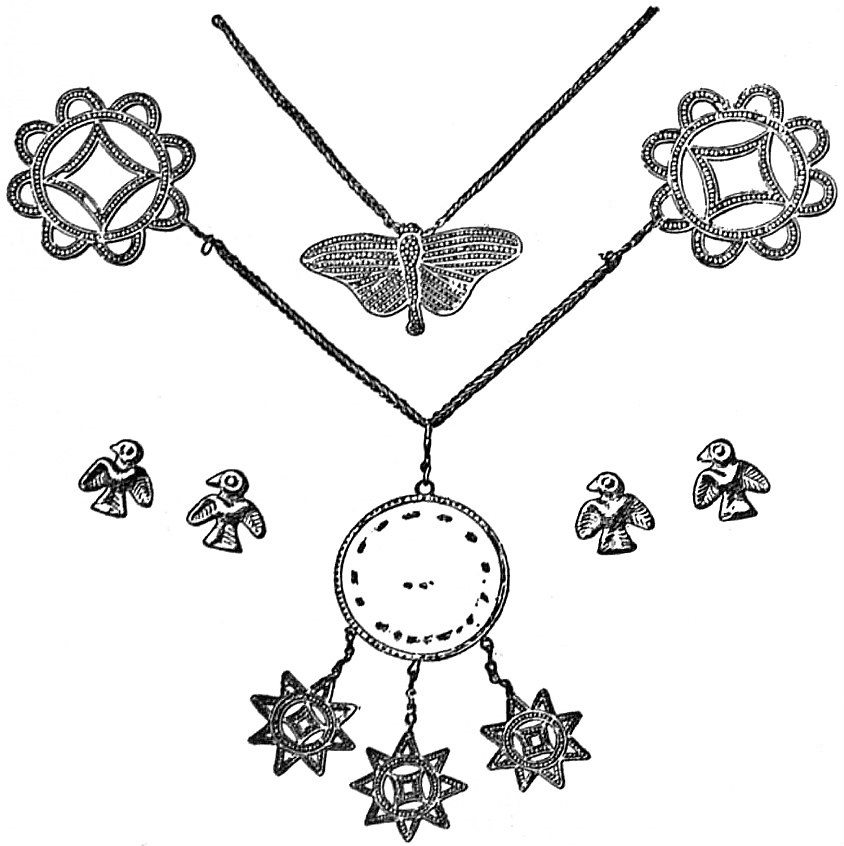
Valószínűleg krétai eredetű nyaklánc

Henemet ókori egyiptomi hercegnő volt a XII. dinasztia idején. Sírjából ismert, melyet érintetlenül találtak meg, és amelyből kiemelkedő minőségű ékszerek kerültek elő.
Nem tudni, melyik uralkodó lehetett Henemet apja. Mivel a hercegnő sírja II. Amenemhat piramisa mellett található, valószínűnek tűnik, hogy az ő lánya volt. Újabb kutatások szerint azonban a temetkezési kellékek inkább jellemzőek a XII. dinasztia végére, ahogy a sírban talált kerámiák stílusa is. Amennyiben mégis II. Amenemhat lánya volt, úgy jóval apja halála után halt meg.

## Sírja
Henemet sírja II. Amenemhat piramisa közelében található Dahsúrban; Jacques de Morgan fedezte fel 1895-ben. A piramis nyugati oldalán három föld alatti folyosót találtak, mindháromból két-két kamra nyílik. Ezek közül négyet találtak meg érintetlenül, köztük Henemet sírját, amely a legkiemelkedőbb leletekkel rendelkezett közülük. A hercegnőt díszítetlen szarkofágba temették, ezen belül helyezkedett el a kívül aranyfóliával, belül hieroglifákkal díszített fakoporsó, ebben egy rossz állapotban fennmaradt antropoid koporsó, melynek arcrészét aranyozás díszítette. Henemet testét számos ékszer díszítette, köztük egy széles nyakék, valamint kar- és bokaperecek. A test mellett több fegyver feküdt, ami jellemző volt a középbirodalmi királyi temetkezésekre.
A szarkofág mellett egy kis kamrában további ékszerek voltak, köztük két korona és egy aranynyaklánc darabjai, ez stílusa alapján valószínűleg Krétáról származik. A sírból kanópuszláda és kozmetikai edények is előkerültek.

## Fordítás
- Ez a szócikk részben vagy egészben  a   Khenmet című angol Wikipédia-szócikk ezen változatának fordításán alapul.  Az eredeti cikk szerkesztőit annak laptörténete sorolja fel. Ez a jelzés csupán a megfogalmazás eredetét és a szerzői jogokat jelzi, nem szolgál a cikkben szereplő információk forrásmegjelöléseként.
- Ez a szócikk részben vagy egészben  a   Chnumet című német Wikipédia-szócikk ezen változatának fordításán alapul.  Az eredeti cikk szerkesztőit annak laptörténete sorolja fel. Ez a jelzés csupán a megfogalmazás eredetét és a szerzői jogokat jelzi, nem szolgál a cikkben szereplő információk forrásmegjelöléseként.

## Külső hivatkozások
- II. Amenemhat piramiskomplexuma (angolul)